# Seleukeia
Seleukeia var en af verdens største byer i de hellenistiske og romerske perioder i oldtiden. Byen lå i Mesopotamien på Tigris-flodens vestbred. Seleukeia blev grundlagt ca. 305 f.Kr. af den hellenistiske konge, Seleukos 1. Byen blev hovedstad i Seleukideriget og en af den hellenistiske tidsalders vigtigste handelsbyer. Grundlagt som en græsk bystat, var staden centrum for græsk-makedonsk kultur og var seleukidernes vindue mod øst. I slutningen af det andet århundrede f.Kr. faldt byen til partherne, men forblev i århundreder en græsk by.
33°08′14″N 44°31′02″Ø / 33.13722°N 44.51722°Ø